# El quartet (pel·lícula de 2012)
El quartet (títol original en anglès: Quartet) és una pel·lícula de comèdia britànica de 2012 dirigida per Dustin Hoffman i protagonitzada per Maggie Smith, Pauline Collins, Tom Courtenay i Billy Connolly. S'ha doblat al català central i al valencià.
La pel·lícula és el debut en la direcció de Dustin Hoffman i està basada en l'obra de teatre del mateix guionista, Ronald Harwood, que es va representar als teatres del West End de Londres entre el setembre de 1999 i el gener de 2000.
La seva estrena va tenir lloc el 9 de setembre de 2012 al Festival Internacional de Cinema de Toronto i va aconseguir una nominació en el Globus d'Or d'aquell any en la categoria de millor actriu musical o còmica.

## Argument
En Wilf (Billy Connolly) i en Reggie (Tom Courtenay) són amics des de fa molts anys i viuen amb la Cissy (Pauline Collins) a Beecham House, una residència per a cantants d'òpera retirats. Tots els anys, quan s'acosta l'aniversari del cèlebre compositor Giuseppe Verdi, els músics de la casa es reuneixen per organitzar un espectacular concert que servirà per recaptar diners i poder mantenir la residència durant la resta de l'any. Tanmateix, aquest any el concert perilla, ja que molts dels seus millors cantants han mort o han decidit no participar-hi. Al mateix temps, la residència es prepara per a l'arribada d'un nou hoste. Es diu que serà algun famós. Però, el que no esperaven en Wilf, en Reggie i la Cissy era que fos la Jena Horton (Maggie Smith), la que havia estat el quart membre integrant del seu quartet i alhora exdona de Reggie.

## Repartiment
| Intèrpret       | Personatge            | Veu en català      |
| --------------- | --------------------- | ------------------ |
| Maggie Smith    | Jean Horton           | Marta Martorell    |
| Tom Courtenay   | Reginald "Reg" Paget  | Paco Valls         |
| Billy Connolly  | Wilfred "Wilf" Bond   | Joan Massotkleiner |
| Michael Gambon  | Cedric Livingstone    | Jaume Comas        |
| Sheridan Smith  | Dra. Lucy Cogan       | Marta Barbarà      |
| Pauline Collins | Cecily "Cissy" Robson | -                  |
| Gwyneth Jones   | Anne Langley          | Lourdes López      |
| Trevor Peacock  | George                | Ferran Llavina     |
| Andrew Sachs    | Bobby Swanson         | -                  |
| Patricia Varley | Octavia               | -                  |

## Producció
La història d'El quartet se situa a Beecham House, una residència per a músics retirats. Hedsor House a Buckinghamshire va ser la casa que es va utilitzar per situar-hi Beecham House. Tot així, moltes de les seves escenes es van rodar també a l'església de Sant Nicolau del poble de Hedsor. Cal destacar, a més, que molts dels actors secundaris que surten a la pel·lícula són, de fet, antigues estrelles musicals, tal i remarca la mateixa cinta al final ensenyant fotografies velles seves.

## Premis i nominacions
La professionalitat i llarga experiència dels actors protagonistes va fer sobresortir la pel·lícula durant la temporada cinematogràfica 2012-2013. Així, van aconseguir alguns premis i nominacions dels quals destaquen:

### Premis
- 2012: National Board of Review per a les 10 millors pel·lícules independents de l'any

### Nominacions
- 2012: Premis British Independent Film al millor actor secundari per Billy Connolly
- 2012: Hollywood Film Festival al millor director per Dustin Hoffman
- 2013: Globus d'Or a la millor actriu musical o còmica per Maggie Smith